# 올란드해

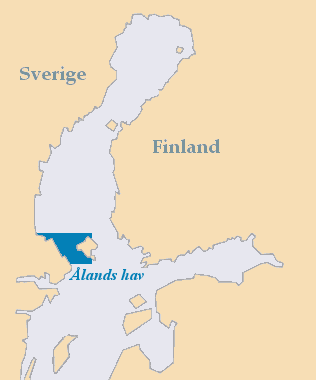
올란드해의 위치

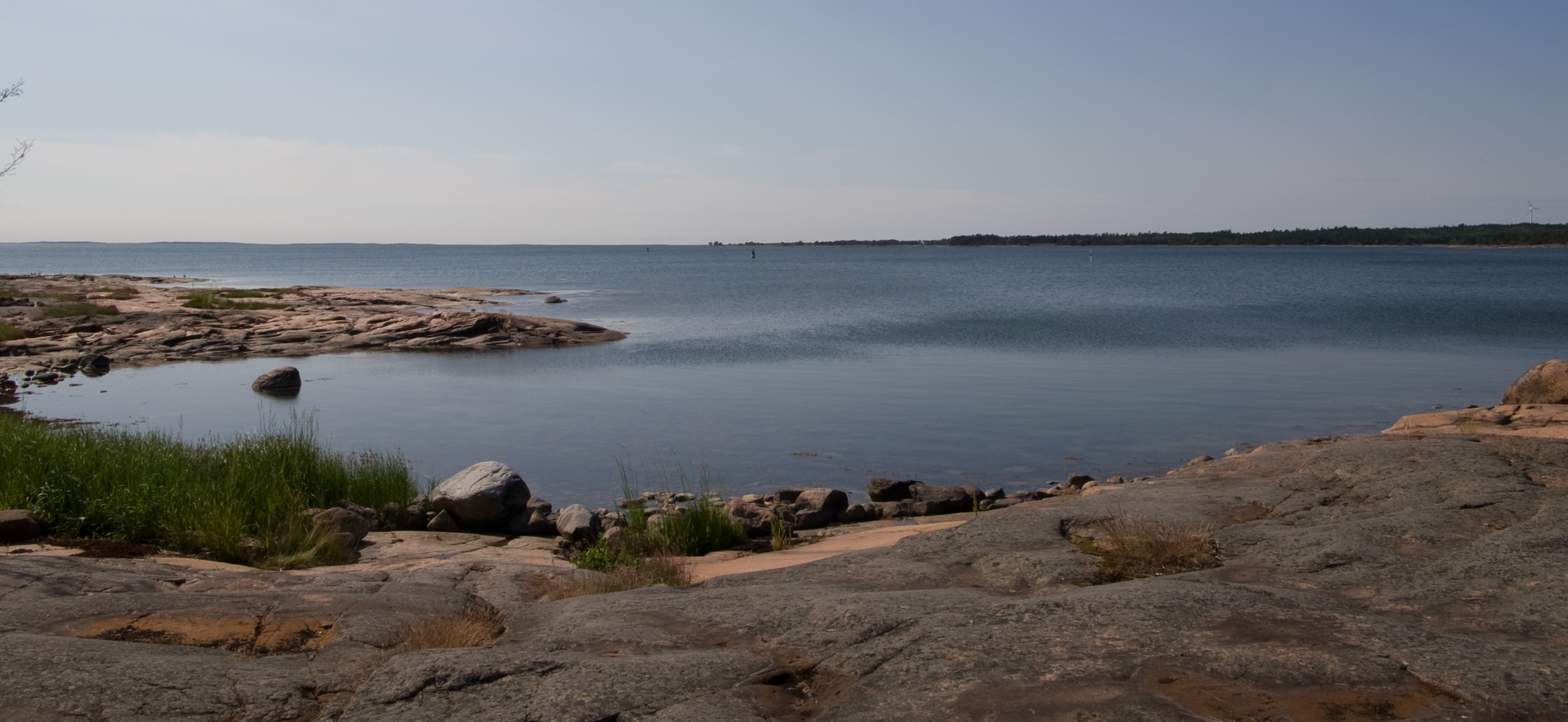
에케뢰에서 본 올란드해

올란드해(스웨덴어: Ålands hav, 핀란드어: Ahvenanmeri)는 올란드 제도와 스웨덴 사이의 남부 보트니아만에 있는 수역이다. 보트니아해와 발트해를 연결한다. 서쪽 부분은 스웨덴 영해에 속해 있고, 동쪽 부분은 핀란드 영해에 속해 있다.
핀란드와 스웨덴 사이를 오가는 많은 페리가 올란드해를 횡단한다.